# 山咀協天宮
山咀協天宮又稱沙頭角協天宮，是一座位於香港北區沙頭角山咀村的關帝廟，建於清光緒二十年（1894年至1895年），協天宮的名稱源於祭神關帝在明萬曆六年（1578年）獲冊封為「協天護國忠義大帝」而得名，正門石匾「協天宮」三字則出自光緒十六年（1890年）進士梁芝榮的手筆，為香港法定古蹟。

## 規模
協天宮興建當時位處於新安縣內往東西延伸，連接縣城南頭至縣丞管轄的大鵬之間的道路上，協天宮的右邊是梧桐嶺，左邊是元墩山，正面可見七娘山，附近則有二級歷史建築新樓街1號至22號以及三級歷史建築山咀迪禎黃公祠。建築方面，協天宮的主體是兩進三開間的清代建築，屋頂為硬山頂，鋪有板瓦和筒瓦，有天井。門口為凹入式，兩旁是形似八卦的八角形窗戶，有辟邪的作用，牆壁由青磚堆叠而成，礙於牆壁大部分均被油漆覆蓋，僅墀頭部分可以看到青磚，正門門框和支撐屋簷刻有鰲魚灰塑的枕樑則是花崗岩。此外，木製檐板刻有浮雕，分作11個部分，大多是寓意吉祥的花草或動物，僅中間部分是曆法《羅元清通書》以及光緒二十年的文字，行書雕刻部分則取自歐陽詢在唐貞觀六年（632年）的書法《九成宮醴泉銘》。
正門後方是屏門，其門柱基石為菱形花崗岩，屏方後方的天井兩旁則是金字屋頂廂房，其花崗岩門框受到西式建築影響呈三葉形。關帝的泥塑大神像以及木造小神像供奉於後進明間內中間的神龕，其三層花罩有各種花草、動物以及吉祥物，以入榫的方式組合而成，神龕也刻有讚頌關帝的對聯，兩旁是侍神關平和周倉，左右兩邊神龕則分別供奉了財神和土地公。主體建築的左方是附屬建築，為單層一進金字屋頂，原本是廚房，兩者之間相隔一門，同樣是金字瓦頂。

## 歷史
根據協天宮內左面牆壁的左上方，一面立於光緒二十二年冬月（1897年1月3日至2月1日）的碑文記載，協天宮的前身關帝廟建於清道光年間（1821年至1850年），朝南而建。不過，由於關帝廟日久失修，因此山咀的地主黃永彰便在光緒十五年（1891年）提出重建，其後在光緒十七年七月（1891年8月5日至9月2日）進行募捐，於光緒二十年九月初二日辰時（1894年9月30日上午七時至九時）動工，同年十月初五日申時（1894年11月2日下午三時至五時）上樑，十二月二十二日子時（1895年1月16日晚上11時至翌日凌晨一時）開光進火，朝東北偏北。捐款人方面，協天宮內三塊碑記載了捐款人的名單，總共1,554個團體或個人有份資助重建，其中有1,222人來自香港以外的地方，遍布澳洲、新西蘭、加利福尼亞州和夏威夷等54個世界各地的城市，左方牆壁的右上方的碑文則記載當地東和墟的51家店鋪、店主以及鹽田墟27家店鋪的名稱。
20世紀初，協天宮用作為福德私塾的校舍，以教導山咀的兒童古文和認字為主，在香港日治時期時則被日軍用作審問游擊隊成員。1959年，協天宮出借部分地方予當時剛成立的山咀公立學校用作為辦事處和教室，1960年時進行翻新工程。2010年4月16日，協天宮獲古物古蹟辦事處評為一級歷史建築。2015年，學校重新改回第二次世界大戰前的名稱，即福德學社小學，加上學校已經重建以及擴充位於崗下的校舍，因此協天宮不再用作教學，不過仍然屬於學校的一部分。2021年3月11日，古物諮詢委員會在會議上同意將協天宮、般咸道官立小學以及舊大埔警署列為法定古蹟，同年7月16日刊憲，根據《古物及古蹟條例》將協天宮列為法定古蹟。

## 外部連結
- (PDF). 古物古蹟辦事處. 2021-05-11  [2022-04-05]. （原始内容 (PDF)存档于2022-04-12） （中文（香港））.